# 伝法川 (大阪府)
伝法川（でんぽうがわ）は、かつて大阪府大阪市此花区に存在した河川である。

## 概要
旧淀川の分流である正蓮寺川から分かれ、大阪湾に注いでいた。沿岸は大坂の町へ出入りする水運の拠点となり栄えていた。1910年に新淀川が開削されたときに下流部の土地が利用されたために新淀川に流入する形になった。
その後、高潮対策として1951年から埋め立てが始まり現在は新淀川に注ぐ部分のみが漁港として残されている。　
埋め立てられた部分は市道に転用され、川底跡は車道になり、堤防跡は歩道になっていて、伝法駅を大阪難波駅方面に向けて発車した阪神なんば線の車内から見ると、明らかに川跡だとわかる。